# Valle Verde, San Felipe Orizatlán
Valle Verde är en ort i Mexiko.   Den ligger i kommunen San Felipe Orizatlán och delstaten Hidalgo, i den sydöstra delen av landet, 200 km norr om huvudstaden Mexico City. Valle Verde ligger 174 meter över havet och antalet invånare är 436.
Terrängen runt Valle Verde är kuperad åt sydväst, men åt nordost är den platt. Runt Valle Verde är det ganska tätbefolkat, med 248 invånare per kvadratkilometer. Närmaste större samhälle är Huejutla de Reyes, 19,0 km öster om Valle Verde. Omgivningarna runt Valle Verde är en mosaik av jordbruksmark och naturlig växtlighet.